# گرلز جنریشن (آلبوم ژاپنی)
گرلز جنریشن اولین آلبوم ژاپنی توسط گروه کره‌ای گرلز جنریشن است که توسط نایوتاویو رکوردز و یونیورسال میوزیک ژاپن در تاریخ ۱ ژوئن ۲۰۱۱ منتشر شد. نسخه بازپخش این آلبوم با عنوان «پسران» در تاریخ ۲۸ دسامبر ۲۰۱۱ منتشر شد.
برای تبلیغ این آلبوم، گرلز جنریشن نخستین تور کنسرت ژاپن خود را با نام اولین صحنهٔ ژاپن شروع کردند. علاوه بر این، این آلبوم در رده هجدهم از فهرست ۲۰ آلبوم برتر پاپ سال ۲۰۱۱ از مجله اسپین قرار گرفت و باعث شد تا این آلبوم به پرفروش‌ترین آلبوم شود و در فهرست سالانهٔ آلبوم اوریکون، در بالاترین رتبهٔ بدست آمده توسط یک گروه کره‌ای قرار بگیرد.
این آلبوم با کمک آلبوم بازپخش خود، تا تاریخ ۱۱ ژانویه ۲۰۱۲ به‌طور رسمی بیش از ۱ میلیون نسخه فروحته است. در ژوئن ۲۰۱۲، این آلبوم توسط «انجمن صنعت ضبط ژاپن» (RIAJ) گواهی میلیونی شد، و این گروه را به دومین هنرمند کره‌ای و اولین گروه کره‌ای تبدیل کرد که این دستاورد را در ژاپن از زمان موفقیت آلبوم بهترین‌های سول هم‌کمپانی‌شان بوآ که در سال ۲۰۰۵ منتشر شد، کسب می‌کنند.

## نظرات منتقدین
| بررسی انتقادی  | بررسی انتقادی |
| منبع           | رتبه‌بندی      |
| -------------- | ------------- |
| اسپین          | (مثبت)        |
| اسپاتنیک‌میوزیک | 3.5/5 ستاره   |
| تایم اوت       | 3/5 ستاره     |

گرلز جنریشن از منتقدان موسیقی نظرات متنوع تا مثبتی دریافت کرد. جیمز هادفیلد از مجلهٔ تایم اوت در ژاپن آن را به عنوان یک آلبوم «منسجم» مورد ستایش قرار داد و این آلبوم را «پیشرفت» در نسخه‌های قبلی کره ای دانست. هادفیلد همچنین گرلز جنریشن را یکی از بهترین آلبوم‌های جی-پاپ لقب داد.

## لیست آهنگ
| سی‌دی       | سی‌دی                                  | سی‌دی                            | سی‌دی                                                                                            | سی‌دی  |
| شماره      | نام                                   | سراینده                         | آهنگساز                                                                                         | مدت   |
| ---------- | ------------------------------------- | ------------------------------- | ----------------------------------------------------------------------------------------------- | ----- |
| ۱.         | «آقای تاکسی»                          | STY                             | STY، اسکات مان، چاد رویس، پائولو پرودنسیو، آلیسون ولتز                                          | ۳:۳۳  |
| ۲.         | «آرزوتو بهم بگو» (نسخهٔ ژاپنی)         | کاناتا ناکامورا، یو یانگ-جین    | فریدولین نوردسو سچجولدان، نرمین هارام بیسیک، روبین جنسن، رونی سوندسن، آن جودیث ویک، یو یانگ-جین | ۳:۴۲  |
| ۳.         | «تو-یه معتاد»                         | STY                             | STY، لیندی رابینز، ای. کید بوگارت، گرگ اوگان، اسپنسر نزی                                        | ۳:۲۹  |
| ۴.         | «فرار کن شیطان، فرار کن» (نسخهٔ ژاپنی) | کاناتا ناکامورا، هونگ جی‌یو      | الکس جیمز، مایکل بوسبی، کاله انگستروم                                                           | ۳:۲۱  |
| ۵.         | «دختر بد»                             | هیرو                            | هیرو، یورگن الوفسون، جاسپر جاکوپسون، لورن دایسون                                                | ۳:۴۴  |
| ۶.         | «غریبهٔ زیبا»                          | هیرو                            | هیرو، لی هایوود، دانیل جیمز، کارل اشتورکن، ایوان راجرز                                          | ۲:۴۲  |
| ۷.         | «من عاشق قهرمانم»                     | کاناتا ناکامورا، جان هیونکیو لی | لی هایوود، دانیل جیمز، کوین کریستوفر راس، برت کارلسون پوچیر                                     | ۲:۴۸  |
| ۸.         | «بذار بباره»                          | هیرو                            | هیرو، لاو، هوبولین                                                                              | ۳:۴۰  |
| ۹.         | «وای» (نسخهٔ ژاپنی)                    | کاناتا ناکامورا، ای-ترایب       | ای-ترایب                                                                                        | ۳:۲۱  |
| ۱۰.        | «فرار بزرگ»                           | STY                             | STY، آندره مریت، ای. کید بوگارت، گرگ اوگان، اسپنسر نزی                                          | ۳:۴۹  |
| ۱۱.        | «جیغ» (نسخهٔ ژاپنی)                    | کاناتا ناکامورا، جان هیونکیو لی | الکس جیمز، لارس هالور جنسن، مارتین مایکل لارسون                                                 | ۳:۱۷  |
| ۱۲.        | «زادهٔ شده برای بانو بودن»             | کاناتا ناکامورا                 | لی هایوود، دانیل جیمز، شلی پیکن                                                                 | ۳:۵۶  |
| مجموع مدت: | مجموع مدت:                            | مجموع مدت:                      | مجموع مدت:                                                                                      | ۴۱:۲۲ |

| دی‌وی‌دی (نسخهٔ زمان محدود) | دی‌وی‌دی (نسخهٔ زمان محدود)           | دی‌وی‌دی (نسخهٔ زمان محدود) |
| شماره                    | نام                                | مدت                      |
| ------------------------ | ---------------------------------- | ------------------------ |
| ۱.                       | «آقای تاکسی» (نسخهٔ اصلی)           | nil                      |
| ۲.                       | «آرزوتو بهم بگو» (نسخهٔ اصلی ژاپنی) | nil                      |
| ۳.                       | «وای» (نسخهٔ اصلی ژاپنی)            | nil                      |

| دی‌وی‌دی (نسخهٔ فرست پرس دلاکس) | دی‌وی‌دی (نسخهٔ فرست پرس دلاکس)       | دی‌وی‌دی (نسخهٔ فرست پرس دلاکس) |
| شماره                        | نام                                | مدت                          |
| ---------------------------- | ---------------------------------- | ---------------------------- |
| ۱.                           | «آقای تاکسی» (نسخهٔ اصلی)           | nil                          |
| ۲.                           | «آقای تاکسی» (نسخهٔ رقص)            | nil                          |
| ۳.                           | «آرزوتو بهم بگو» (نسخهٔ اصلی ژاپنی) | nil                          |
| ۴.                           | «وای» (نسخهٔ اصلی ژاپنی)            | nil                          |

| آلبوم بازپخش «گرلز جنریشن» ~پسران~ (سی‌دی) | آلبوم بازپخش «گرلز جنریشن» ~پسران~ (سی‌دی)     | آلبوم بازپخش «گرلز جنریشن» ~پسران~ (سی‌دی) |
| شماره                                     | نام                                           | مدت                                       |
| ----------------------------------------- | --------------------------------------------- | ----------------------------------------- |
| ۱.                                        | «پسران» (نسخهٔ ژاپنی)                          | ۳:۵۱                                      |
| ۲.                                        | «فرار بزرگ» (ریمیکس برایان لی)                | ۴:۵۷                                      |
| ۳.                                        | «دختر بد» (ریمیکس د کتراکس - با همراهی «دیو») | ۴:۳۰                                      |
| ۴.                                        | «ماشین زمان»                                  | ۳:۵۸                                      |
| ۵.                                        | «آقای تاکسی»                                  | ۳:۳۳                                      |
| ۶.                                        | «آرزوتو بهم بگو» (نسخهٔ ژاپنی)                 | ۳:۴۲                                      |
| ۷.                                        | «وای» (نسخهٔ ژاپنی)                            | ۳:۲۱                                      |
| ۸.                                        | «من عاشق قهرمانم»                             | ۲:۴۸                                      |
| ۹.                                        | «جیغ» (نسخهٔ ژاپنی)                            | ۳:۱۷                                      |
| ۱۰.                                       | «بذار بباره»                                  | ۳:۴۰                                      |
| ۱۱.                                       | «غریبهٔ زیبا»                                  | ۲:۴۲                                      |
| ۱۲.                                       | «تو-معتاد»                                    | ۳:۲۹                                      |
| ۱۳.                                       | «فرار کن شیطان، فرار کن» (نسخهٔ ژاپنی)         | ۳:۲۱                                      |
| ۱۴.                                       | «زاده شده برای بانو بودن»                     | ۳:۵۶                                      |
| ۱۵.                                       | «آقای تاکسی» (ریمیکس استیو آئوکی)             | ۵:۰۸                                      |
| مجموع مدت:                                | مجموع مدت:                                    | ۵۶:۱۳                                     |

| آلبوم بازپخش «گرلز جنریشن» ~پسران~ (دی‌وی‌دی) | آلبوم بازپخش «گرلز جنریشن» ~پسران~ (دی‌وی‌دی) | آلبوم بازپخش «گرلز جنریشن» ~پسران~ (دی‌وی‌دی) |
| شماره                                       | نام                                         | مدت                                         |
| ------------------------------------------- | ------------------------------------------- | ------------------------------------------- |
| ۱.                                          | «پسران» (نسخهٔ انگلیسی)                      | nil                                         |
| ۲.                                          | «دختر بد»                                   | nil                                         |